# ساختمان بورس اوراق بهادار لس آنجلس
ساختمان بورس اوراق بهادار لس آنجلس (به انگلیسی: Los Angeles Stock Exchange Building) یا ساختمان بورس اوراق بهادار اقیانوس آرام (به انگلیسی: Pacific Stock Exchange Building) واقع در منطقه مالی خیابان بهار در لس آنجلس می‌باشد. این ساختمان دفتر مرکزی بورس اوراق بهادار لس آنجلس و بورس اوراق بهادار اقیانوس آرام از سال ۱۹۳۱ تا ۱۹۸۶ بود. پس از آن به دو کلوب شبانه تبدیل شد. پس از آن محل دو کلوب شبانه بود.

این ساختمان در تاریخ ۳ ژانویه ۱۹۷۹ به عنوان بخشی از بنای تاریخی-فرهنگی لس آنجلس محافظت شد.